# Bénédict Pierre Georges Hochreutiner
Bénédict Pierre Georges Hochreutiner (1873 – Ginevra, 1959) è stato un botanico svizzero.

## Biografia
Studiò teologia e scienze naturali a Ginevra. Nel 1896 divenne assistente di John Isaac Briquet al Conservatoire et Jardin Botaniques a Ginevra. Nel 1901 fece un viaggio scientifico in Algeria e nel 1903-1905 venne associato con i giardini botanici (erbario) di Buitenzorg nelle Indie orientali olandesi. Nel 1906 venne nominato curatore del Conservatorio et Jardin Botaniques, dove nel 1931 divenne nominato direttore. Nel 1919 divenne professore di botanica.
Come tassonomista, circoscrisse molte specie botaniche. Il genere Hochreutinera porta il suo nome, così come i taxa con l'epiteto  specifico di hochreutineri. Tra le sue numerose opere scritte vi era una monografia sulla famiglia di piante Malvaceae.

## Opere principali
- Études Sur Les Phanérogames Aquatique Du Rhône Et Du Port De Genève, 1896.
- Une famille de botanistes, les Candolle, 1898.
- Revision du genre Hibiscus, 1900.
- Malvaceae, 1902.
- Les Sud-Oranais; études floristiques et phytogéographiques faites au cours d'une exploration dans le Sud-Ouest de l'Algérie en 1901, 1904.
- "Plantae Bogorienses exsiccatae novae vel minus cocnitae...", 1904.
- "Critical Notes on New Or Little Known Species in the Herbarium of the New York Botanical Garden", 1910.[7]
- La philosophie d'un naturaliste, 1911.
- "Plantae Humbertianae madagascarenses", 1932.
- "Dr. John Briquet, 1870-1931", 1932.[8]